# Gray-la-Ville
Gray-la-Ville – miejscowość i gmina we Francji, w regionie Burgundia-Franche-Comté, w departamencie Górna Saona.
Według danych na rok 1990 gminę zamieszkiwały 1064 osoby, a gęstość zaludnienia wynosiła 268 osób/km² (wśród 1786 gmin Franche-Comté Gray-la-Ville plasuje się na 158. miejscu pod względem liczby ludności, natomiast pod względem powierzchni na miejscu 887.).